# Fuck Buttons
Fuck Buttons is een experimenteel muziekduo afkomstig uit Bristol, Engeland. Het duo begon in 2004 en bestaat uit Andrew Hung en Benjamin John Power. Ze maken muziek die vaak (enigszins paradoxaal) omschreven wordt als melodieuze noise.
Fuck Buttons' debuutplaat, Street Horrrsing, kwam uit in 2008. Het duo treedt in/op zowel kleine experimentele festivals en zalen als grote op. Zo stond de groep in 2008 onder andere op Lowlands.